# Panurgus meridionalis
Panurgus meridionalis là một loài Hymenoptera trong họ Andrenidae. Loài này được Patiny, Ortiz-Sánchez & Michez mô tả khoa học năm 2005.